# Heinz Peters (Diplomat)
Heinz Peters (* 16. März 1951 in Niedermarsberg, Nordrhein-Westfalen) ist ein deutscher Diplomat, der von 2009 bis 2012 Generalkonsul in Krakau und von August 2012 bis August 2016 Botschafter in Uruguay war.

## Leben
Nach dem Abitur am Albertus-Magnus-Gymnasium Köln 1969 studierte Peters an der Universität zu Köln und legte dort 1982 seine Promotion zum Dr. phil. mit einer Dissertation zum Thema Das paraguayische Erziehungswesen von 1811 bis 1865 : Schule und Staat in einem Modell autozentrierter Entwicklung vor.
1982 trat er in den Auswärtigen Dienst ein und fand nach Ablegung der Laufbahnprüfung für den höheren Dienst 1984 zuerst Verwendung als Referent in der Abteilung für nukleare Abrüstung und Rüstungskontrolle im Auswärtigen Amt in Bonn und danach zwischen 1986 und 1989 als Mitglied der Delegation der Bundesrepublik Deutschland bei der Abrüstungskonferenz in Genf. Im Januar 1989 wurde er Leiter des Pressereferats der Botschaft in Brasilien und im Anschluss im Januar 1992 Referent im Parlaments- und Kabinettreferat des Auswärtigen Amtes in Bonn, ehe er danach von Mai 1994 bis August 1997 Leiter des Kulturreferats der Botschaft in Argentinien war.
Im August 1997 wurde Peters Leiter der Arbeitseinheit „Zusammenarbeit mit den politischen Stiftungen“ im Auswärtigen Amt und daraufhin im August 2001 stellvertretender Leiter des Wirtschaftsreferats der Botschaft in Frankreich, ehe er im Anschluss zwischen Juli 2004 und Juli 2007 als Leiter des Kulturreferats der Botschaft in Polen Verantwortlicher für das „Deutsch-Polnische Jahr“ war. Danach war er Referatsleiter in der Abteilung 6 „Kultur und Kommunikation“ des Auswärtigen Amtes in Berlin.
Seit dem 1. Juli 2009 war Peters Generalkonsul der Bundesrepublik Deutschland in Krakau und wurde dann im August 2012 Nachfolger von Karl-Otto König als Botschafter in Uruguay, während Werner Köhler sein Nachfolger als Generalkonsul in Krakau wurde.

## Veröffentlichungen
- Das paraguayische Erziehungswesen von 1811 bis 1865 : Schule und Staat in einem Modell autozentrierter Entwicklung, 1984, Frankfurt am Main, ISBN 3-8204-7210-X